# Заполье (Толмачёвское городское поселение)
Заполье — деревня в Толмачёвском городском поселении Лужского района Ленинградской области.

## История
Впервые упоминается в Писцовой книге Водской пятины 1500 года, как деревня Заполье на Ещере в Никольском Бутковском погосте Новгородского уезда.
Деревня Заполье и близ неё постоялые дворы, упоминаются на карте Санкт-Петербургской губернии Ф. Ф. Шуберта 1834 года.

ЗАПОЛЬЕ — деревня принадлежит губернскому секретарю Стульгинскому, число жителей по ревизии: 33 м. п., 40 ж. п.; В оной питейный дом (1838 год)

Деревня Заполье отмечена на карте профессора С. С. Куторги 1852 года.

ЗАПОЛЬЕ — деревня господина Стульчинского, по просёлочной дороге, число дворов — 4, число душ — 17 м. п. (1856 год)

ЗАПОЛЬЕ — деревня владельческая при реке Ящере, число дворов — 5, число жителей: 13 м. п., 7 ж. п. (1862 год)

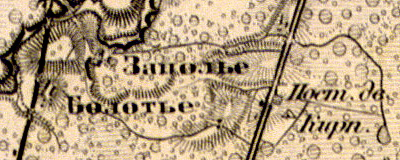
Деревня Заполье на карте 1863 года

Согласно карте из «Исторического атласа Санкт-Петербургской Губернии» 1863 года близ деревни располагались постоялые дворы.
Согласно материалам по статистике народного хозяйства Лужского уезда 1891 года, имение при селении Заполье площадью 60 десятин принадлежало дочери действительного статского советника Е. К. Неволиной, имение было приобретено в 1882 году за 2000 рублей.
В XIX — начале XX века деревня административно относилась к Перечицкой волости 1-го земского участка 1-го стана Лужского уезда Санкт-Петербургской губернии.
По данным «Памятной книжки Санкт-Петербургской губернии» за 1905 год деревня Заполье входила в Желецкое сельское общество.
По данным 1933 года деревня Заполье входила в состав Толмачёвского сельсовета Лужского района.
По данным 1966, 1973 и 1990 годов деревня Заполье также входила в состав Толмачёвского сельсовета.
В 1997 и 2002 годах в деревне Заполье Толмачёвской волости постоянного населения не было.
В 2007 году в деревне Заполье Толмачёвского ГП, также не было постоянного населения.

## География
Деревня расположена в центральной части района к западу от автодороги Р23 «Псков» (E 95, Санкт-Петербург — граница с Белоруссией).
Расстояние до административного центра поселения — 13 км.
Расстояние до ближайшей железнодорожной станции Толмачёво — 11 км.
Деревня находится на левом берегу реки Ящера.

## Демография
| 1838 | 1862 | 1997 | 2007 | 2010 | 2017 |
| ---- | ---- | ---- | ---- | ---- | ---- |
| 73   | ↘20  | ↘0   | →0   | →0   | →0   |